# 4097 Tsurugisan
4097 Tsurugisan eller 1987 WW är en asteroid i huvudbältet som upptäcktes den 18 november 1987 av den japanska astronomen Tsutomu Seki vid Geisei-observatoriet. Den är uppkallad efter berget Tsurugi i Japan.
Asteroiden har en diameter på ungefär 4 kilometer.